# Illaphanus
Illaphanus is een geslacht van kevers uit de familie van de loopkevers (Carabidae). De wetenschappelijke naam van het geslacht is voor het eerst geldig gepubliceerd in 1865 door Macleay.

## Soorten
Het geslacht Illaphanus omvat de volgende soorten:
- Illaphanus annani Giachino, 2005
- Illaphanus brittoni Giachino, 2005
- Illaphanus calderi Giachino, 2005
- Illaphanus chiarae Giachino, 2005
- Illaphanus cooki Giachino, 2005
- Illaphanus endeavouri Giachino, 2005
- Illaphanus eungellae Giachino, 2005
- Illaphanus hanni Giachino, 2005
- Illaphanus lawrencei Giachino, 2005
- Illaphanus lordhowei Giachino, 2005
- Illaphanus mallacootae Giachino, 2005
- Illaphanus matthewsi Giachino, 2005
- Illaphanus montanus Giachino, 2005
- Illaphanus monteithi Giachino, 2005
- Illaphanus montislewisi Giachino, 2005
- Illaphanus moorei Giachino, 2005
- Illaphanus newtoni Giachino, 2005
- Illaphanus norfolkensis Giachino, 2005
- Illaphanus nothofagi Giachino, 2005
- Illaphanus pecki Giachino, 2005
- Illaphanus pteridophyticus Giachino, 2005
- Illaphanus stephensii Macleay, 1865
- Illaphanus thayeri Giachino, 2005
- Illaphanus thomsoni Giachino, 2005
- Illaphanus toledanoi Giachino, 2005
- Illaphanus victoriae Giachino, 2005
- Illaphanus weiri Giachino, 2005
- Illaphanus windsori Giachino, 2005